# النموذج الحيواني للفصام

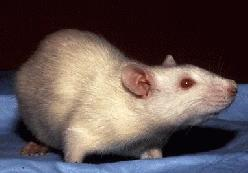
فأر مختبر المستخدم في بعض النماذج الحيوانية لمرض الفصام

تشمل الأبحاث الخاصة بالفصام، الذي يمثل أحد الاضطرابات النفسية، استخدام النماذج الحيوانية المتعددة كأداة بحثية، بما في ذلك المرحلة قبل السريرية من تطوير العقاقير.
طُورت العديد من النماذج القادرة على محاكاة حالات العجز الملاحظة في الفصام. يمكن توزيع هذه النماذج على أربع فئات: النماذج الدوائية، والنماذج التطويرية، ونماذج الآفات والنماذج الجينية. تمثل النماذج الدوائية، أو المحفزة دوائيًا، الفئة المستخدمة على نطاق واسع تاريخيًا. تشمل هذه النماذج إدخال التعديلات على العديد من أنظمة النواقل العصبية، بما فيها الدوبامين، والغلوتامات، والسيروتونين وغابا. تنشأ نماذج الآفات، التي تشمل وجود تلف في منطقة ما من دماغ الحيوان، عن النظريات الرابطة بين الفصام والتحلل العصبي، والقائلة إن المرض ناجم عن المشاكل المتطورة خلال التطور العصبي. غالبًا ما تظهر نماذج القوارض المحاكية للفصام أعراضًا مماثلة للأعراض الإيجابية الخاصة بالفصام، مع اختبار بعض النماذج أيضًا للأعراض السلبية. تشمل الحيوانات المستخدمة كنماذج للفصام كلًا من الجرذان، والفئران والرئيسيات.

## الاستخدامات والقيود
يمكن أن تتراوح نمذجة الفصام في الحيوانات بين محاولات تقليد الطيف الكامل للأعراض التي تظهر لدى المصابين بالفصام، إلى نماذج أكثر تخصصًا تركز على اختبار فعالية مضادات الذهان. يواجه كل من هذين الاتجاهين عددًا من القيود؛ إذ غالبًا ما تفشل النماذج الشاملة للمتلازمة بسبب تعقيد الفصام وطبيعته غير المتجانسة، بالإضافة إلى صعوبة ترجمة معايير التشخيص البشرية الخاصة، مثل الكلام غير المنظم، إلى سلوك حيواني. أما النماذج الخاصة بمضادات الذهان، فتواجه قيودًا مماثلة، من بينها أنها لا تُفيد في اكتشاف أدوية ذات آليات تأثير جديدة، نظرًا لأن العلاجات التقليدية للفصام تعمل بآثار عامة (مثل حجب مستقبلات الدوبامين)، مما يجعل من الصعب ربط النتائج بالفصام تحديدًا. لذا، أصبح من الشائع استخدام نماذج حيوانية تركز على علامة أو عرض واحد من أعراض الفصام، حيث تتميز هذه المقاربة بكون نتائجها أكثر قابلية للتعميم بين الأنواع المختلفة.
ولكي يكون النموذج الحيواني مفيدًا في تطوير العلاجات، يجب أن تكون نتائجه قابلة للترجمة إلى نتائج مماثلة لدى المصابين بالفصام. وتُعرف هذه الخاصية بـ "صلاحية النموذج". وتشمل المعايير المعتمدة لتقييم صلاحية النماذج الحيوانية للفصام: الصلاحية الظاهرية (Face validity)، الصلاحية البنائية (Construct validity)، والصلاحية التنبؤية (Predictive validity).[3] وعلى الرغم من عدم وجود نموذج حيواني يُجسد جميع جوانب الفصام بشكل كامل، فقد أحرز الباحثون تقدمًا في نمذجة الفصام باستخدام الحيوانات، بما في ذلك علاقته باضطرابات نفسية أخرى كالإدمان.

## النمط الظاهري
يمكن قياس صلاحية النموذج الحيواني للفصام باستخدام مجموعة من الخصائص السلوكية والخلوية والتشريحية، أي ما يُعرف بـ"النمط الظاهري" للنموذج.

### الخصائص السلوكية
- تثبيط الاستجابة التمهيدية (Prepulse inhibition): هو كبح الاستجابة لمنبه مفاجئ عند تقديم منبه أضعف قبله مباشرة. وتُلاحظ اضطرابات في هذه الآلية لدى مرضى الفصام[1][4].
- تثبيط التعلم الكامن (Latent inhibition): يرتبط بضعف القدرة على التمييز بين المحفزات المهمة وغير المهمة، وقد لوحظت اضطرابات في هذا التثبيط أثناء نوبات حادة من الفصام. يُشير المصطلح إلى انخفاض سرعة إضفاء المعنى على منبه تم تقديمه بشكل متكرر من دون نتيجة.
- تنظيم المحفزات المزدوجة (Paired-click gating أو P50 gating): عند تقديم صوتين متتاليين بسرعة، تقل الاستجابة للثاني. هذا التأثير يكون أقل وضوحًا لدى مرضى الفصام مقارنة بالأشخاص الأصحاء.
- الانسحاب الاجتماعي: يُعد من الأعراض السلبية للفصام، ويمكن محاكاته في الحيوانات من خلال عزلها اجتماعيًا.

- تشمل بعض التغيرات الحركية، مثل الحركات النمطية المتكررة، وتُستخدم هذه الخصائص لاختبار صلاحية النماذج. وغالبًا ما يُظهر مرضى الفصام تغيرات في السلوك الحركي.

- من بين الأعراض الإدراكية للفصام وجود خلل في معالجة السياق. وقد أظهرت نماذج حيوانية للفصام قدرة على محاكاة هذا النوع من الخلل بشكل يُشابه ما يُلاحظ لدى البشر.

- تُعد اضطرابات الذاكرة العاملة من السمات الجوهرية للفصام، وتُستخدم مظاهر مماثلة في الحيوانات كدليل على صلاحية النماذج.

### خصائص أخرى
- حجم القشرة الجبهية الأمامية: يُعد انخفاض حجم القشرة الجبهية الأمامية سمة تشريحية للفصام، ويُستخدم لاختبار صلاحية النماذج الحيوانية[1].
- تعبير جينات مستقبلات NMDA: تُستخدم التغيرات في التعبير الجيني لوحدات NR1 وNR2B من مستقبل NMDA لاختبار النماذج التطورية للفصام[1].
- إفراز الدوبامين: أظهرت دراسات التصوير العصبي أن مرضى الفصام يفرزون مستويات مرتفعة من الدوبامين بعد تناول الأمفيتامين، مقارنة بالأشخاص الأصحاء، وتُستخدم هذه النتيجة لمقارنة النماذج الحيوانية بالفصام البشري[1].

## النماذج الدوائية

### الدوبامين:
تقترح فرضية الدوبامين الخاصة بالفصام أن الفصام ناجم عن اضطراب النقل العصبي الدوباميني. يشكل الدوبامين أحد النواقل العصبية أحادية الأمين التي تلعب دورًا في العديد من الأمراض، مثل مرض باركنسون. تشير الدلائل إلى حدوث ارتفاع في نشاط المسار الوسطي الطرفي، الذي يمثل أحد المسارات الدوبامينية، لدى مرضى الفصام. يرجع هذا إلى اكتشاف مستويات مرتفعة من نازعة الكربوكسيل لي- دوبا في أدمغة هؤلاء المرضى. تمثل نازعة الكربوكسيل دوبا - «إل» إنزيمًا مسؤولًا عن تحويل لي-دوبا إلى دوبامين من خلال إزالة زمرة الكربوكسيل. أمكن إنتاج النماذج الحيوانية للفصام في البداية من خلال تعديل النظام دوباميني الفعل باستخدام الأدوية.
تؤدي المعالجة المستمرة للقوارض باستخدام نماذج الأمفيتامين إلى تطور أعراض الفصام بما في ذلك فرط النشاط، والمعاناة من شذوذات التثبيط ما قبل النبضي والإصابة بالشذوذات المعرفية المرتبطة بقشرة فص الجبهة مثل حالات عجز الانتباه. لُوحظ عدم تطور أي أعراض سلبية، مثل المشاكل في التفاعل الاجتماعي، أو حالات العجز المتعلقة بالحصين، في نماذج قوارض الأمفيتامين. يمكن استخدام مضادي الذهان الكلوزابين والهالوبيريدول لعكس تأثيرات الأمفيتامين على الانتباه لدى الجرذان.

### الغلوتامات
تُعد الغلوتامات إحدى النواقل العصبية الاستتثارية الوفيرة في الجهاز العصبي لدى الفقاريات. تشمل الأدلة على دور الغلوتامات في الفصام الأعراض المناظرة الناجمة عن ناهضات مستقبلات «إن إم دي إيه» الغلوتامات مثل الفينسيكليدين (بّي سي بّي) والكيتامين. يُعتبر «بّي سي بّي» أحد ناهضات مستقبلات «إن إم دي إيه» غير التنافسية التي تنتج الهلوسات والأوهام لدى الأفراد الطبيعيين. في نماذج الجرذان، يمكن ملاحظة حدوث اضطراب في المعرفة، وعجز في التفاعل الاجتماعي، والانحرافات أحادية الحركة وعجز في التثبيط ما قبل النبضي عند التسريب الحاد للفينسيكليدين. تقود الأدلة، التي تشير إلى دور تعاطي «بّي سي بّي» المستمر والإدمان عليه لدى البشر في حدوث حالات عجز دائم بعد فترة العلاج، نحو اقتراح اعتبار هذا النظام لدى القوارض أكثر دقة للفصام مقارنة بالتسريب الحاد. طُورت العديد من البروتوكولات لنماذج «بّي سي بّي» المزمنة الحيوانية مع تأثيرات مختلفة. يمكن عكس تأثيرات بعض هذه البروتوكولات، وليس جميعها، من خلال العلاج باستخدام مضادات الذهان. في أحد نماذج الرئيسيات، وُجد أن «بّي سي بّي» قادر على تحريض الاضطرابات المعرفية التي يمكن عكسها باستخدام الكلوزابين.

### السيروتونين
يشكل السيروتونين أحد النواقل العصبية أحادية الأمين التي ثبت ارتباطها مع الفصام. تستطيع فئات العقاقير المخلة بالنفس مثل الإندولامينات والفينيثيلامينات التأثير على مستقبلات «5 – إتش تي 2 إيه» سيروتونية الفعل. يؤثر عقار «إل إس دي»، الذي يمثل أحد الإندولامينات، على الاعتياد الإجفالي والتثبيط ما قبل النبضي للإجفال، اللذين يشكلان مؤشرًا على الفصام لدى البشر.

### غابا
يمثل حمض الغاما أمينوبيوتيريك (غابا) أحد النواقل العصبية التثبيطية الرئيسية. يدخل النظام غاباوي الفعل في تطور الفصام نظرًا إلى تفاعلاته مع النظام دوباميني الفعل. يعمل البيكروتوكسين، الذي يمثل مناهض مستقبل غابا «إيه»، على إنتاج التثبيط ما قبل النبضي للاستجابة الإجفالية لدى الجرذان. يستطيع الهالوبيريدول، دواء مضاد للذهان، تخفيف هذا التأثير.